# Риверсайд-Саут (Оттава)
Риверсайд-Саут, англ. Riverside South — пригородный район г. Оттава, расположенный непосредственно к юго-западу от Международного аэропорта Макдональда-Картье. Ранее относился к г. Глостер, включённому в состав Оттавы в 2001 г. Население Риверсайд-Саут, согласно переписи 2006 г., составило 6807 человек.
Ещё в начале 1990-х гг. здесь располагалось всего несколько домов и ферм. С конца 1990-х здесь началась интенсивная застройка, хотя развитие инфраструктуры ещё существенно отстаёт от многих других пригородов Оттавы. В частности, несмотря на близость к Баррхейвену, сообщение с ним пока что возможно только через 1 мост.
В 2025 г. линия № 1 оттавского метро O-Train дотянулась до Риверсайд-Саут (конечная станция Limebank в нескольких кварталах от моста в Баррхейвен).
В дальнейшем планируется расширить Риверсайд-Саут на юг до Манотика и на восток до Литрима.
В районе имеются 3 католических школы (младшая, средняя, старшая) и 3 публичных школы (одна средняя и две старших).